# 542 Dywizja Grenadierów (III Rzesza)
542 Dywizja Grenadierów, niem. 542. Grenadier-Division – niemiecka dywizja z czasów II wojny światowej, sformowana w na poligonie Stabławki (niem. Stablack) na mocy rozkazu z 8 lipca 1944 roku, w 29 fali mobilizacyjnej w I Okręgu Wojskowym.  Już w sierpniu 1944 przekształcona w 542 Dywizję Piechoty.

## Struktura organizacyjna
- Struktura organizacyjna w lipcu 1944 roku:

1076., 1077. i 1078. pułk grenadierów, 1542. pułk artylerii, 1542. batalion pionierów, 542. dywizyjna kompania fizylierów, 1542. oddział przeciwpancerny, 1542. oddział łączności, 1542. polowy batalion zapasowy;
- Struktura organizacyjna w sierpniu 1944 roku:

1073., 1074. i 1075. pułk grenadierów, 1541. pułk artylerii, 1541. batalion pionierów, 541. dywizyjna kompania fizylierów, 1541. oddział przeciwpancerny, 1541. oddział łączności, 1541. polowy batalion zapasowy;
- Struktura organizacyjna w sierpniu 1944 roku:

1073., 1074. i 1075. pułk grenadierów, 1541. pułk artylerii, 1541. batalion pionierów, 541. batalion fizylierów, 1541. oddział przeciwpancerny, 1541. oddział łączności, 1541. polowy batalion zapasowy;

## Dowódca dywizji
- Generalleutnant Karl Löwrick 23 VII 1944 – 8 IV 1945;